# Catamayo
Catamayo ist eine Stadt und ein Municipio in der Provinz Loja im Süden von Ecuador. Beim Zensus 2010 betrug die Einwohnerzahl im urbanen Bereich von Catamayo 22.697. 9 Jahre zuvor lag die Einwohnerzahl bei 17.140. Catamayo ist Verwaltungssitz des gleichnamigen Kantons. Ferner bildet einen Teil des Municipios die Parroquia urbana Catamayo. Catamayo geht auf eine spanische Gründung aus dem Jahr 1546 zurück.

## Lage
Catamayo liegt auf einer Höhe von 1268 m in den ecuadorianischen Anden. Die Stadt liegt im Osten der Provinz Loja 17 km westlich der Provinzhauptstadt Loja. Catamayo liegt im oberen Flusstal des Río Catamayo, der südwestlich an der Stadt vorbeifließt. Die Stadt liegt an der Westflanke eines 2800 m hohen in Nord-Süd-Richtung verlaufenden Bergkamms. Die Straßenverbindung nach Loja führt über einen knapp 2600 m hohen Bergpass.

## Municipio
Das 145,4 km² große Municipio Catamayo wird aus zwei Parroquias urbanas gebildet: Catamayo und San José (⊙). Es besaß beim Zensus 2010 eine Einwohnerzahl von 23.455. Die Parroquia urbana San José wurde am 8. Januar 1996 eingerichtet. San José liegt am südlichen Stadtrand etwa einen Kilometer südlich vom Stadtzentrum. 

## Verkehr
Die Fernstraßen E35 (Macará–Loja) und E50 (Arenillas–Loja) führen durch Catamayo. Außerdem führt die E69 von Catamayo nach Cariamanga. Am westlichen Stadtrand von Catamayo befindet sich der Flughafen Catamayo.